# Женевська консерваторія
46°12′03″ пн. ш. 6°08′33″ сх. д. / 46.2009° пн. ш. 6.1425° сх. д.
Женевська консерваторія (фр. Conservatoire de musique de Genève) — найстаріша з консерваторій Швейцарії, заснована в 1835 р. меценатом Франуса Бартолоні і розташована в Женеві (частина занять проходить в Невшателі). В наш час[коли?] об'єднує Женевську школу музики (фр. L'École de Musique de Genève), в якій навчаються любителі музики, і Женевську Вищу школу музики (фр. La Haute École de Musique de Genève), в якій відбувається навчання професійних музикантів.
До складу консерваторії входять Центр старовинної музики, заснований в 1975 р., і факультет музики і руху, що походить від Інституту ритму Жака-Далькроза і багато в чому спирається на його методику. Консерваторія є також одним із співзасновників Міжнародного конкурсу виконавців у Женеві (з 1939 р.).
Серед відомих випускників — Мікаель Жаррель, Емманюэль Ледюк-Баром, Еміль Фрай, Здзислав Янке